# Forcipiger
Forcipiger es un género de pez marino, de la familia de los Chaetodontidae.
Su nombre común en inglés es longnose butterflyfish, pez mariposa de nariz larga.

## Morfología
De cuerpo alto comprimido lateralmente. Su coloración es amarillo en el cuerpo, y tiene la mitad superior de la cabeza de color negro, la mitad inferior, la nariz y el vientre son nacarados. Las aletas son amarillas, y la cola, o aleta caudal, es blanca translúcida. También presenta un ocelo negro, situado en la parte superior de la aleta anal. 
F. flavissimus y F. longirostris se diferencian, en que F. flavissimus tiene la nariz más corta, la apertura de la boca es diferente, el opérculo es más curvado, y no tiene los puntos negruzcos en el pecho de F. longirostris.

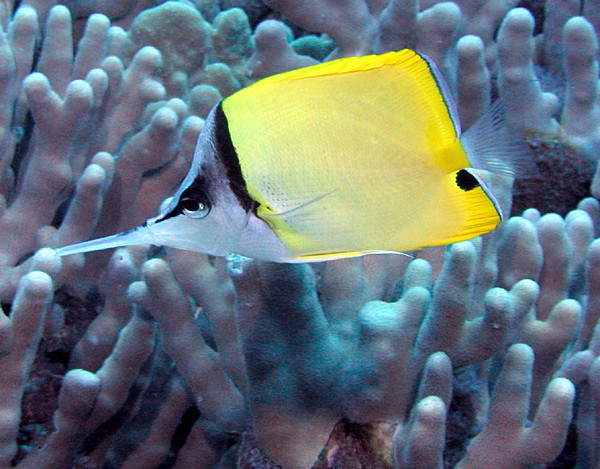
F. longirostris
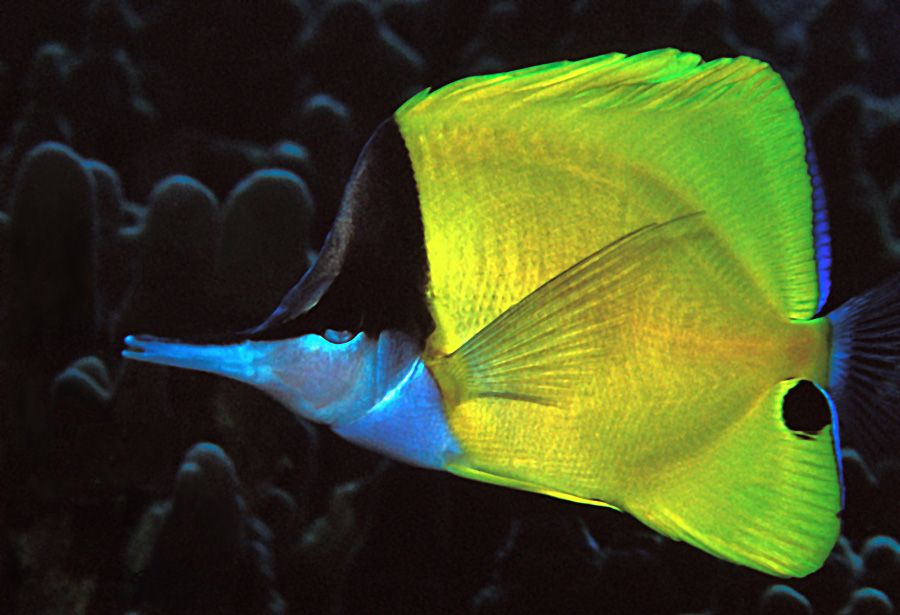
F. flavissimus

Alcanzan los 22 cm de largo.

## Especies
El Registro Mundial de Especies Marinas acepta las siguientes especies en el género:
- Forcipiger flavissimus Jordan & McGregor, 1898
- Forcipiger longirostris (Broussonet, 1782)
- Forcipiger wanai (Allen, Erdmann & Jones Sbrocco, 2012)

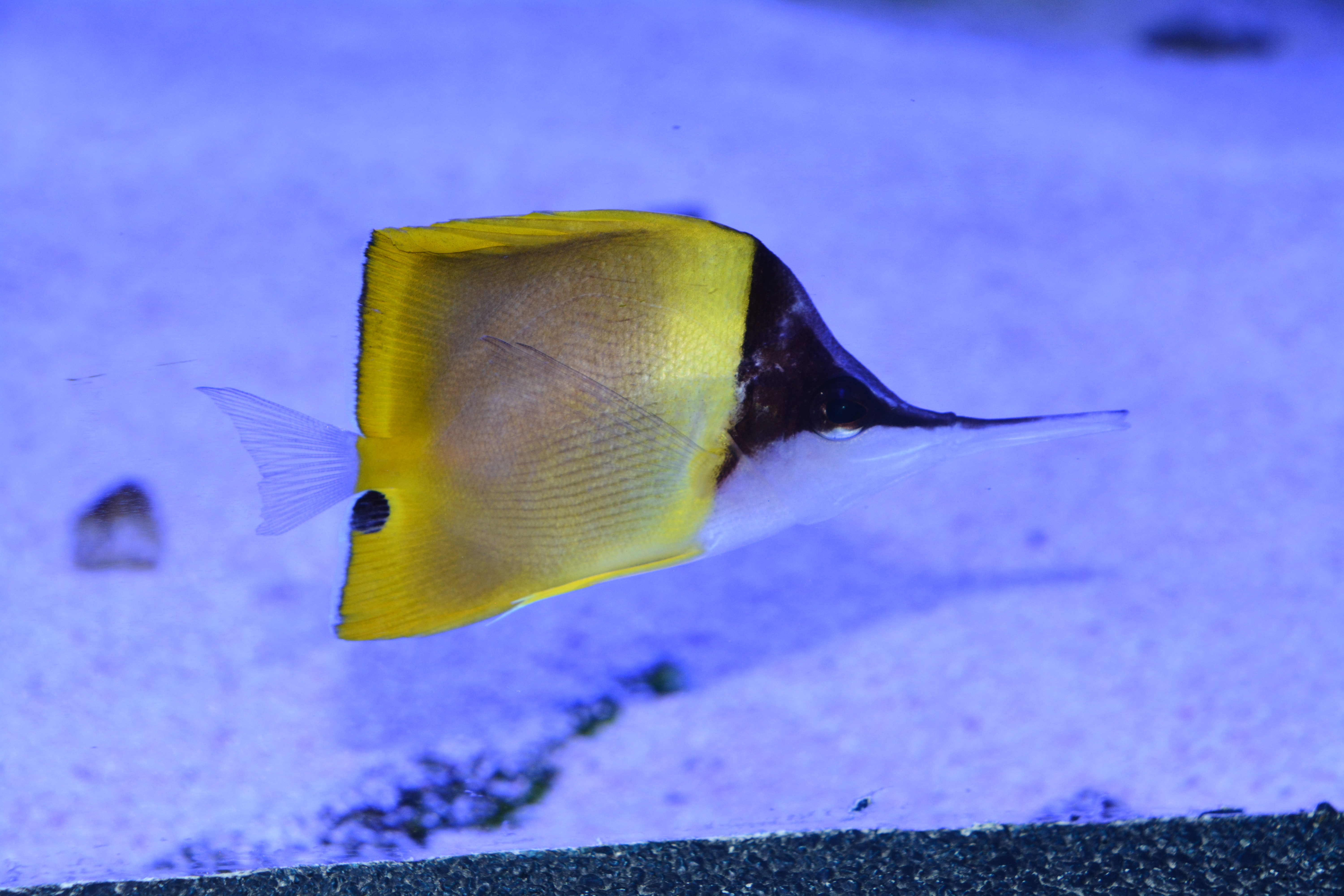
Forcipiger wanai

## Hábitat y distribución
En arrecifes coralinos exteriores y fondos rocosos, usualmente en parejas, aunque también solitarios o en pequeños grupos.
Se distribuye en el océano Indo-Pacífico, desde Mozambique, en la costa este africana, hasta las costas del Pacífico de centro y Sudamérica. Es especie nativa de Australia; Bangladés; Birmania; Chile; Colombia; Comoros; Islas Cook; Costa Rica; Ecuador; El Salvador; Filipinas; Fiyi; Guam; Hawái; Honduras; India; Indonesia; Japón; Kenia; Kiribati; Madagascar; Malasia; Maldivas; Islas Marshall; Mauricio; Mayotte; México; Micronesia; Mozambique; Nauru; isla Navidad; Nicaragua; Nueva Caledonia; Niue; Islas Marianas del Norte; Palau; Papúa Nueva Guinea; Pitcairn; Polinesia; Reunión; Islas Salomón; Samoa; Seychelles; Singapur; Somalia; Sri Lanka; Sudáfrica; Taiwán; Tanzania; Tailandia; Tokelau; Tonga; Tuvalu; Vanuatu; Vietnam; Wallis y Futuna y Yemen.

## Alimentación
Omnívoro, se nutre de gusanos tubícolas, pequeños crustáceos, copépodos y varias macroalgas. Su larga nariz le permite capturar presas en las rendijas de rocas y corales, que la mayoría de especies no pueden. 

## Reproducción
Son gonocóricos, de sexos separados, y no cambian de sexo. No presentan dimorfismo sexual. Son ovíparos y dispersores de huevos. Forman parejas durante el ciclo reproductivo y son monógamos.